# سیارک ۲۲۲۷۸
سیارک ۲۲۲۷۸ (به انگلیسی: 22278 Protitch، نامگذاری:1983RT3) بیست و دو هزار و دویست و هفتاد و هشتمین سیارک کشف شده‌است که در ۲ سپتامبر ۱۹۸۳ کشف شد.
قدر مطلق سیارک برابر ۲۳.۴ است.